# Лонсбург-ам-Кобернаусервальд
Лонсбург (нем. Lohnsburg am Kobernaußerwald) — ярмарочная община (нем. Marktgemeinde) в Австрии, в федеральной земле Верхняя Австрия. 
Входит в состав округа Рид-им-Иннкрайс.  Население составляет 2287 человек (на 31 декабря 2005 года). Занимает площадь 40 км². Официальный код  —  41213.

## Политическая ситуация
Бургомистр общины — Альберт Англайтнер (АНП) по результатам выборов 2003 года.
Совет представителей общины (нем. Gemeinderat) состоит из 25 мест.
- АНП занимает 16 мест.
- СДПА занимает 7 мест.
- АПС занимает 2 места.